# Vingarne
Vingarne («Les ales») és una pel·lícula muda sueca de 1916 dirigida per Mauritz Stiller, més conegut per la seva pel·lícula Herr Arnes pengar (El tresor d'Arne)) de 1921 de 1921 i per ser el descobridor de Greta Garbo.
La pel·lícula està basada en la novel·la Mikaël de 1902, escrita per Herman Bang, que també va ser emprada per Carl Theodor Dreyer per a la seva pel·lícula Michael de 1924.

## Sinopsi
Mentre treballava en una nova obra que va anomenar Les ales, l'escultor Claude Zoret, ric i famós, va conèixer el jove pintor Eugène Mikaël, de qui va fer amic. Quatre anys més tard, Zoret va adoptar el jove pintor que va fer de model per a l'escultura, exposada al parc de la vil·la de Zoret. L'escultor també està sota l'encís de la princesa Lucia de Zamikow, bella, manipuladora1 i extravagant, que pensa casar-se amb l'artista ric. Però, ara, Mikaël, també enamorat d'ella, entra a la vida de la princesa. La seva aventura arruïnarà econòmicament en Mikaël. Zore morirà finalment en una tormenta ferotge als peus de l'estàtua de Mikaël, fent referència al mite d'Ícar.

## Repartiment
- Egil Eide: Claude Zoret, pintor i escultor
- Lars Hanson: Eugène Mikaël, jove pintor
- Lili Bech: Princesa Lucia de Zamikow
- Albin Lavén: Charles Schwitt, amic de Zoret
- Julius Jaenzon: el càmera
- Mauritz Stiller: el detectiu
- Thure Holm: el majordom
- Bertil Junggren: un artista amic de Zoret
- Julius Hälssig: un artista amic de Zoret
- Alfred Lundberg: un artista amic de Zoret
- Nils Asther: un jove actor

## Producció
És considerada com la primera película de temàtica LGBT de la història i destaca per la seva innovadora, en l'època, manera de contar històries dins d'una altra i d'emprar l'ús de flashback per a comptar l'argument.
La pel·lícula està perduda en la seva major part, només ha sobreviscut mitja hora de l'original de 70 minuts. En 1987 es va restaurar la pel·lícula usant imatges soltes que s'havien conservat i títols contant la història per a emplenar les parts perdudes.